# Can Grases (Sant Cugat Sesgarrigues)
Can Grases, o Cal Ferret de Baix, és una masia al sud-est del terme de Sant Cugat Sesgarrigues (l'Alt Penedès).
Cal Ferret de Baix és una masia edificada durant el segle xvii, d'acord amb la inscripció que apareix a la llinda d'una finestra (1606). Masia formada per un edifici principal, corresponent a l'habitatge, i diverses dependències agrícoles. L'edifici principal té planta baixa i un pis, amb coberta a dues vessants i el carener perpendicular a la façana principal. El portal és d'arc de mig punt adovellat, amb els brancals fets a base de carreus ben escairats i polits. A banda i banda hi ha dues finestres, una d'arc de mig punt adovellat i l'altra allindada, tot i que conserva restes d'un arc de mig punt cegat. El primer pis té diverses finestres, d'entre les quals destaca la que està situada damunt del portal: és estructurada amb una llinda de pedra motllurada, amb motiu cruciforme esculpit, i brancals de carreus ben escairats i polits. Tot el mur és arrebossat i pintat, a excepció de la porta d'entrada. El conjunt es completa amb diverses dependències agrícoles i resta protegit per un baluard.